# La Parentèle
La Parentèle (russe : Родня) est un film soviétique réalisé par Nikita Mikhalkov sorti en 1981. Un drame social qui exploite la ligne d'opposition des mœurs et valeurs de la campagne à celles d'une grande ville. Le rôle principal est écrit spécialement pour Nonna Mordioukova.

## Synopsis
Maria Konovalova arrive au chef-lieu d'un village éloigné, rendre visite à sa fille Nina et sa petite-fille Iritchka. Déplorant les relations entre ses proches, que par ailleurs elle ne parvient pas à cerner, la brave grand-mère va s'atteler à recoller les morceaux d'une famille déjà décomposée. 

## Fiche technique
- Production : Mosfilm
- Réalisation : Nikita Mikhalkov
- Scénario : Viktor Merejko
- Photographie : Pavel Lebechev
- Compositeur : Edouard Artemiev
- Direction artistique : Alexandre Adabachyan, Alexandre Samoulekine, Olga Poustovalova
- Montage : Eleonora Praksina
- Producteur exécutif : Zinovy Grizik
- Genre : Comédie dramatique
- Langue : russe
- Durée : 91 minutes
- Pays : URSS
- Sortie : 1981

## Distribution
- Nonna Mordioukova : Maria Konovalova
- Svetlana Krioutchkova : Nina, la fille de Maria Konovalova
- Iouri Bogatyriov : Stassik, le mari de Nina
- Andreï Petrov : Liapine
- Fiodor Stoukov : Iritchka, la petite-fille de Maria Konovalova
- Ivan Bortnik : Vladimir "Vovtchik" Konovalov, l'ex-mari de Marina Konovalova, le père de Nina
- Oleg Menchikov : Kirill, le fils du deuxième mariage de Vladimir "Vovtchik" Konovalov
- Vladimir Khotinenko : Varelik, le voisin de Vladimir "Vovtchik" Konovalov
- Vsevolod Larionov : un militaire
- Nikita Mikhalkov : un serveur du restaurant
- Alexandre Adabachyan : le serveur Sania
- Pavel Lebechev : chef du restaurant
- Rimma Markova : Rimma Vassilievna, l'administrateur de l'hôtel